# Vitória de Santo Antão
Vitória de Santo Antão város Brazíliában, Pernambuco államban. Lakosainak száma 134 084 fő (2022). Vitória de Santo Antão Cabo de Santo Agostinho, Chã de Alegria, Escada, Glória do Goitá, Moreno, Passira, Pombos, Primavera és São Lourenço da Mata községekkel határos.

## Népesség
A település népességének változása:
| Lakosok száma | 117 609 | 129 974 | 140 389 | 134 084 |
|               | 2000    | 2010    | 2021    | 2022    |